# Gevelteken

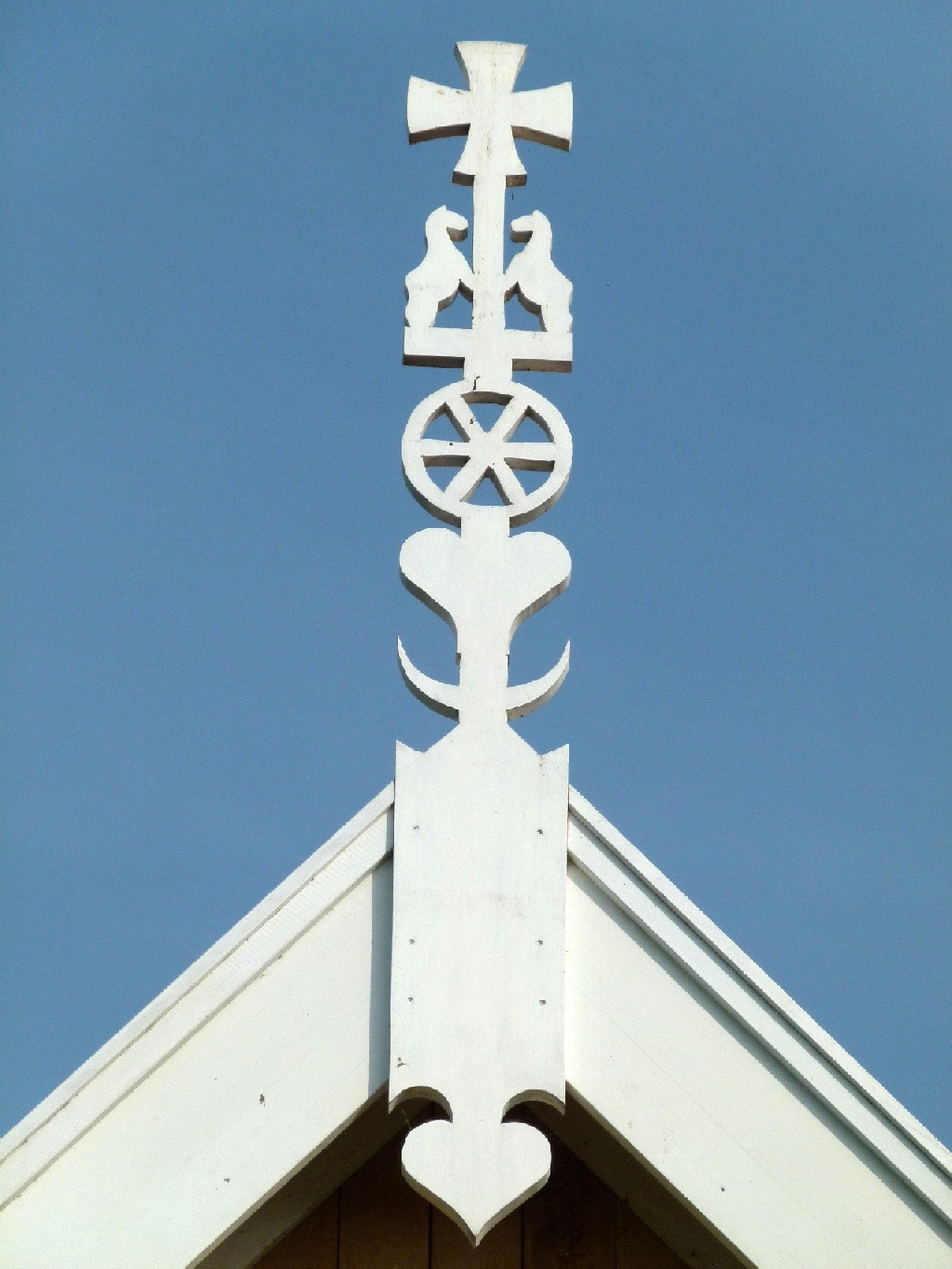
Traditioneel gevelteken, Lomansweg, Beuningen

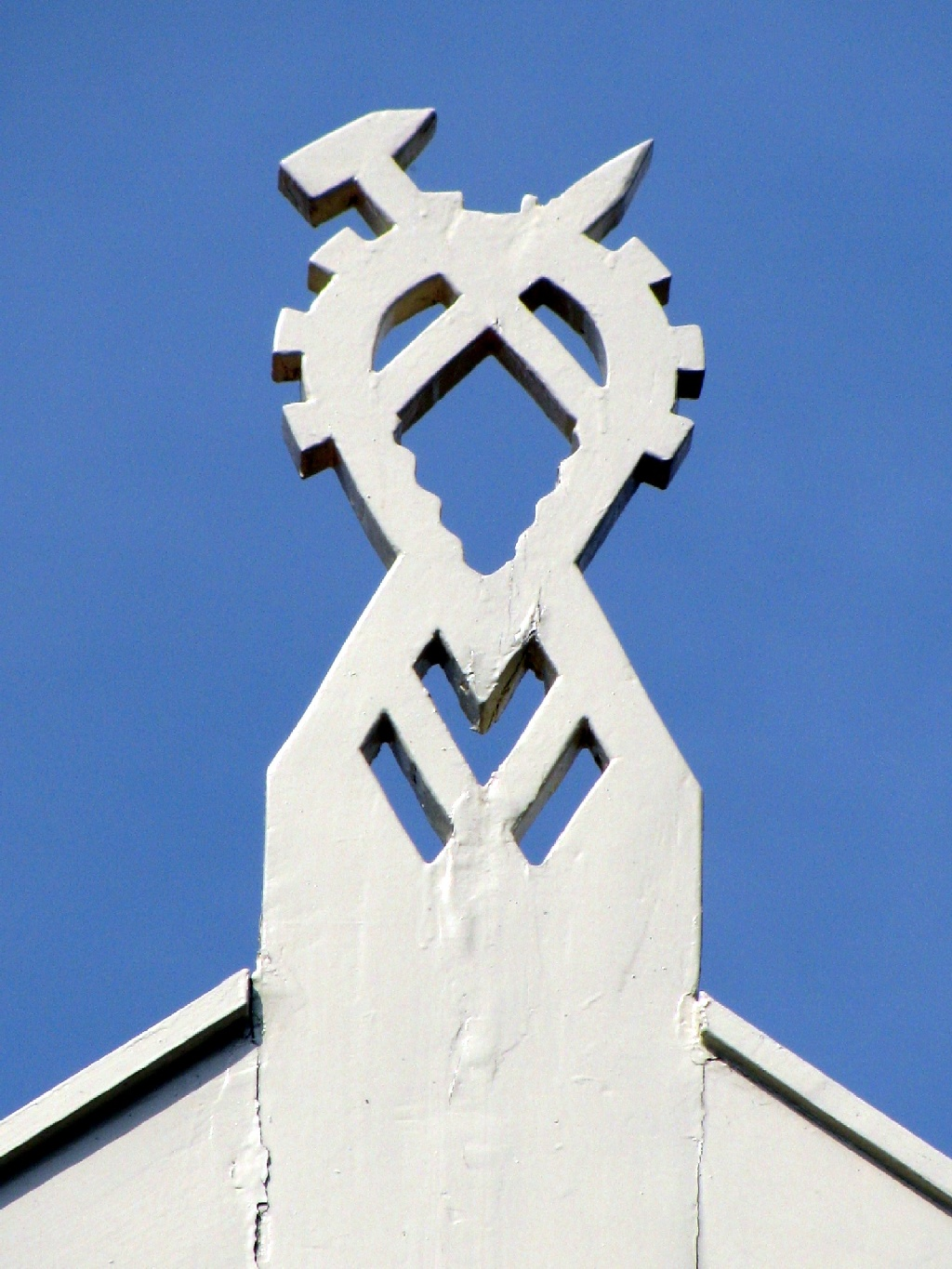
Gevelteken van aannemer te Eibergen

Geveltekens zijn uitingen, in hout vervaardigd, die in bepaalde gebieden van Nederland en Duitsland traditioneel de nok van een zadeldak of een wolfdak versieren. Ze komen zowel voor bij rieten en strooien daken als bij pannendaken. Geveltekens zijn een dynamische uiting van volkscultuur. Hoewel het niet is te bewijzen, mag men er wel van uit gaan dat van oudsher geveltekens een voornamelijk religieuze en daarmee samenhangende onheilafwerende betekenis hadden. Het onwrikbare geloof aan de kwalijke invloed van toverij, kwaadaardige goden, demonen en boze geesten beheerste het dagelijks leven van onze voorouders in hoge mate. Via het uitbeelden van religieus getinte zinnebeelden smeekte men de hulp af van bovennatuurlijke krachten voor het afweren van onheil. Al sinds mensenheugenis was de opvatting algemeen, dat alles wat men in zijn leefomgeving niet begreep een bovennatuurlijke oorsprong had. In zekere zin is dat nog steeds zo. Het onverklaarbare vormt immers de grondslag en het bestaansrecht van nagenoeg elke religie.

## Ontstaan
De oudste vorm, twee gestileerde dierenkoppen, vindt zijn oorsprong in het laten doorlopen van de elkaar kruisende windveren. De vorm van de koppen is afhankelijk van de breedte van de gebruikte planken, de hellingshoek van het dak en de lengte waarover de planken uitsteken. De gestileerde dierenkoppen komen al voor op afbeeldingen uit de Middeleeuwen.
De kerstening van oostelijk Nederland die ruwweg in de 7de eeuw op gang kwam, kon pas echt met kracht ter hand worden genomen nadat de christelijke Franken de "heidense" Saksen tegen het einde van de 8ste eeuw definitief had verslagen en onderworpen. Men zou denken dat het met de hardhandige introduktie van het christendom onder de bezielende leiding van Karel de Grote een einde zou zijn gekomen aan de verering van niet-christelijke bovennatuurlijke krachten en het gebruik van de daarmee samenhangende symboliek. Het tegendeel is echter waar. Ondanks draconische straffen op het vasthouden aan de oude heidense religie, waren de koppige bewoners van deze streken niet maar zo zonder meer bereid om afstand te doen van hun vertrouwde godenwereld. 
Het was aanvankelijk vooral de adel die zich gewillig liet bekeren tot de nieuwe religie. Daar hadden ze goede redenen voor. In de eerste plaats legden de plaatselijke Frankische vertegenwoordigers van Karel de Grote de weigering om zich te bekeren uit als verzet tegen het staatsgezag. In de tweede plaats was het accepteren van de nieuwe religie verbonden met financiële voordelen en een steviger greep op de eigen onderdanen. Het was voor de regionale landadel dus niet aantrekkelijk om tegen de stroom in te roeien. Voor de gewone man was dat anders. Hij kreeg te maken met kerkelijke belastingen en met behulp van de christelijke kerk verscherpt overheidstoezicht op zijn doen en laten.
Vanaf de 17de eeuw veranderde er aan de vormgeving van geveltekens in zoverre iets dat er aan de oude onheilafwerende motieven religieus-politiek getinte symbolen werden toegevoegd. Met name in een groot deel van Twente bleef de bevolking katholiek, hoewel de openbare uitoefening van die religie toen verboden werd.
Meer voorkomend zijn geveltekens die bestaan uit een verticale plank die op de windveren wordt bevestigd. Deze is vergelijkbaar met de makelaar uit de Friese uilenborden. Grofweg zijn deze geveltekens in drie groepen te onderscheiden:
- donderbezem-geveltekens;
- katholieke geveltekens, gewoonlijk voorzien van een kruis en/of miskelk;
- protestantse geveltekens.

## Galerij

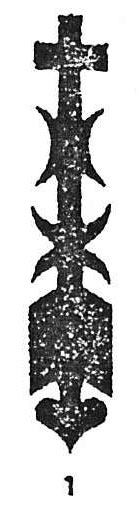
Gevelteken met drie symbolen: geloof, hoop en liefde (hart, anker en kruis)
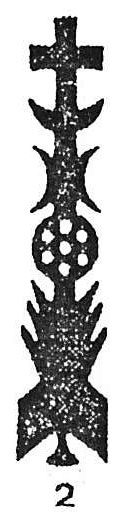
Gevelteken met donderbezem, zonnerad, kelk en kruis
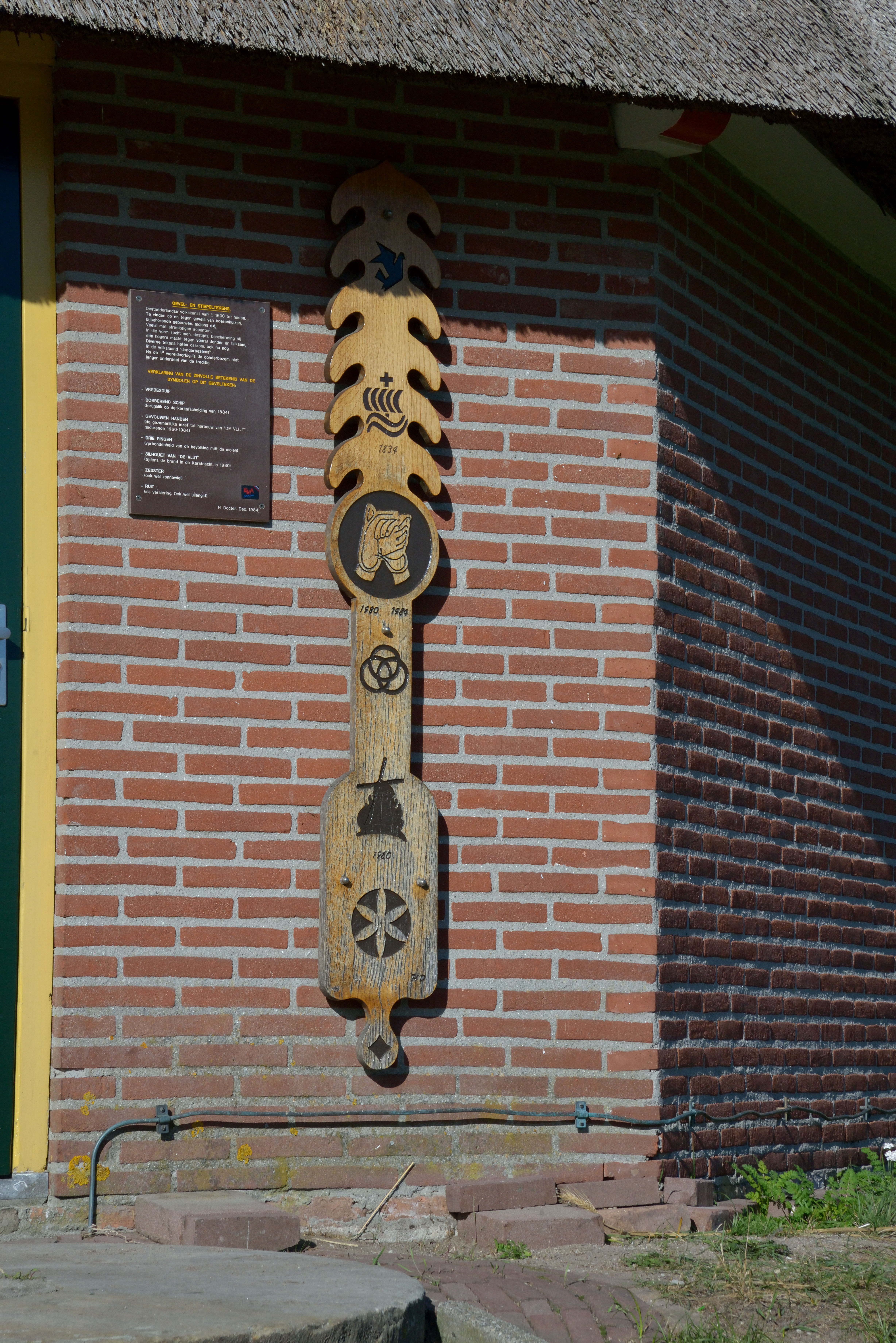
Uitvergoot gevelteken bij de molen De Vlijt (Wapenveld)